# Tankolistovke
Tankolistovke (himenofilumovke, lat. Hymenophyllaceae), porodica pravih paprati koj se sastoji od 9 rodova i 584 vrsta, i čini samostalni red Hymenophyllales. Ime porodice i reda dolazi po rodu himenofilum ili kožnoj paprati. Velika većina vrsta živi u tropskim kišnim šumama, ali ima predstavnika i u umjerenom pojasu, Velika Britanija, Irska, Azori, Njemačka, Italija.
Kožna paprat ne smije se brkati s kožnatom paprati (Rumohra) koja pripada porodici Dryopteridaceae i redu Polypodiales, ni kožnatim drvetom (Dirca).
Jedini predstavnik ove porodice u Hrvatskoj je omrežnjača ili  tunbrigški tankolist, Hymenophyllum tunbrigense.

## Opis
Hymenophyllaceae su porodica paprati (red Hymenophyllales), koja sadrži 7 ili više rodova i oko 600 vrsta. Porodica je rasprostranjena u tropskim regijama diljem svijeta, sa samo nekoliko vrsta koje se protežu u umjerenu zonu.
Pripadnici Hymenophyllaceae su male nježne paprati i najčešće su epifiti. Listovi variraju od nerazdijeljenih do jako rasječenih, a karakterizira ih lamina (lisna plojka) koja je obično debela samo jedan stanični sloj između žila. Sorusi su smješteni na vrhovima ili duž rubova lisnih segmenata i zatvoreni su u obliku čaše do usko stožastog zaštitnog omotača tkiva (induzija) koji se otvara prema rubu, koji je ponekad duboko izbočen prema ustima. Pojedinačni sporangiji (strukture koje proizvode spore) su ili pričvršćeni za kratki receptakulum i okruženi induzijem (nježni prekrivač sorusa kod paprati) ili su duž dugačkog receptakuluma nalik na stabljiku koji se proteže pokraj usta induisa. Spore su kuglaste (tetraedarske) i neobično su zelene i fiziološki aktivne u trenutku izbacivanja.
Ove paprati smatraju se izoliranom, relativno primitivnom porodicom. Njihovi fosilni zapisi su dugi, ali vrlo fragmentarni jer se nježni listovi uglavnom ne čuvaju dobro kao fosili. Najstarije izvješće o fosilima koji se definitivno mogu pripisati Hymenophyllaceae je ono o Hopetedia praetermissa, iz razdoblja trijasa (prije 251,9 milijuna do 201,3 milijuna godina), otkriveno u Sjevernoj Karolini. Tradicionalno, dva glavna roda ovih modernih paprati prepoznata su kao Hymenophyllum i Trichomanes, koji se razlikuju u detaljima soralne morfologije. Drugi najčešće prihvaćeni rodovi u obitelji su Cardiomanes, Cephalomanes, Crepidomanes, Hymenoglossum i Serpyllopsis, temeljeni na vrlo suptilnim i nedosljednim morfološkim razlikama. Suvremeni molekularni podaci sugeriraju da neke od ovih skupina nisu monofiletske (potječu od zajedničkog pretka), a njihova je taksonomija sporna.
U istočnim Sjedinjenim Državama postoji vrsta Trichomanes intricatum, koja je najneobičnija po tome što postoji samo kao izolirane kolonije neovisnih gametofita. Ovi gametofiti, koji zauzimaju hladnu, jako zasjenjenu mikroklimu ispod nadvisujućih litica i gromada, očito su izgubili sposobnost da završe svoj životni ciklus i proizvedu nove sporofite. Zapravo, nije poznato da postoje sporofiti ove vrste bilo gdje na Zemlji. Biljke preživljavaju kao filamenti nalik algama i razmnožavaju se nespolno putem malih vegetativnih odsječaka (gemmae) koje zračne struje raspršuju na nova mjesta. Još je nevjerojatnija činjenica da postoji druga nepovezana vrsta, “apalačka paprat” (Vittaria appalachiana; obitelj Pteridaceae), koja zauzima slična staništa u otprilike istom rasponu i također je očito nesposobna dovršiti svoj spolni životni ciklus u divljini do stvaraju nove sporofite. Najbliži živi rođaci ovih vrsta rastu u Aziji, odnosno u tropima.

## Potporodice i rodovi
1. Subfamilia Trichomanoideae C. Presl
  1. Cephalomanes C. Presl (5 spp.)
  2. Abrodictyum C. Presl (36 spp.)
  3. Trichomanes L. (72 spp.)
  4. Callistopteris Copel. (6 spp.)
  5. Polyphlebium Copel. (16 spp.)
  6. Didymoglossum Desv. (52 spp.)
  7. Vandenboschia Copel. (26 spp.)
  8. Crepidomanes (C. Presl) C. Presl (55 spp.)
2. Subfamilia Hymenophylloideae Burnett
  1. Hymenophyllum J. E. Sm. (316 spp.)

## Sinonimi
- Hymenophyllaceae subfam.Cardiomanioideae K.Iwats.
- Trichomanaceae Burmeist.